# قلعه ۲: بازگشت
برای فیلم «قلعه ۲» بروس ویلیس به قلعه ۲ (فیلم) نگاه کنید.
قلعه ۲: بازگشت (انگلیسی: Fortress 2: Re-Entry) (قلعه ۲: ورود مجدد هم نوشته‌اند) یک فیلم علمی تخیلی و فیلم اکشن محصول سال ۲۰۰۰ به کارگردانی جف مورفی است. این فیلم دنباله‌ای بر فیلم قلعه (محصول ۱۹۹۲) است. در این فیلم، بازیگر اصلی کریستوفر لمبرت نقش جان هنری برنیک را دوباره ایفا می‌کند، که همچنان از شرکت مِن‌تِل (MenTel) فرار می‌کند. لمبرت تنها بازیگری است که نقش خود را از فیلم اول بازآفرینی کرده است؛ لورین لاکلین، که نقش کارن بی. برنیک را در فیلم نخست بازی کرده بود، در این دنباله حضور ندارد و نقش او را بث توسنت بازی می‌کند.

## داستان
ده سال پس از وقایع فیلم قلعه، جان برنیک جایی در آمریکای شمالی، همچنان از شرکت من‌تل فراری است و در کوه‌های روستایی زندگی می‌کند. پسرش دنی به او می‌گوید که فوراً به خانه بازگردد. وقتی آن‌ها می‌رسند، سه نفر منتظرشان هستند. این افراد از جان می‌خواهند که به آن‌ها برای نابودی نیروگاه جدید شرکت من‌تل کمک کند و می‌گویند که این شرکت در آستانه فروپاشی است و «بدون نیروی خود، هیچ قدرتی ندارند». جان برای محافظت از خانواده‌اش این درخواست را رد می‌کند و سه نفر با قایق محل را ترک می‌کنند. اما با خداحافظی جان، دو بالگرد من‌تل ظاهر می‌شوند و جان نقشه فرار خانواده‌اش را اجرا می‌کند. او دنی و کارن را از یک گذرگاه زیرزمینی فراری می‌دهد و خود، سربازان را مشغول می‌کند. نبرد با سرنگونی یکی از بالگردها و واژگونی جیپ جان به پایان می‌رسد.
جان بیهوش شده و دستگیر می‌شود. او در اتاقی به هوش می‌آید و صدای بدون جسمی به او می‌گوید که او دوباره در زندان است و به مرگ محکوم شده است. به او دستگاهی برای اصلاح رفتار کاشته‌اند که باعث سردردهایی با شدت‌های مختلف می‌شود وقتی که زندانیان وارد مناطق ممنوعه می‌شوند. او یکی از مردانی را که قبلاً او را ملاقات کرده بود، می‌بیند، که اکنون به دلیل کاشت نادرست دستگاه دچار آسیب مغزی شده است.
جان تلاش می‌کند با استفاده از شاتل تحویل آب فرار کند، اما دستگیر شده و به «گودال» فرستاده می‌شود، جایی که در معرض تشعشعات خورشیدی و سرمای شدید در مدار زمین قرار می‌گیرد. رئیس شرکت من‌تل برای کشتن جان تلاش می‌کند او را بدون لباس فضایی به بیرون پرتاب کند، اما جان موفق می‌شود نفس خود را نگه داشته و خود را به دریچه دیگری برساند و به زندان بازگردد.
به دلیل کاهش ناگهانی فشار، رایانه نگهبان زندان به نام «زِد» دچار اختلال می‌شود و قادر به انجام وظایف خود نیست. جان با استفاده از اسلحه زندان رایانه را نابود می‌کند و رئیس زندان تیلر دچار برق‌گرفتگی می‌شود. جان و دوستانش سوار بر شاتل می‌شوند و به زمین بازمی‌گردند، و در آنجا جان دوباره به خانواده‌اش می‌پیوندد.

## بازیگران
- کریستوفر لمبرت در نقش جان هنری برنیک
- بث توسنت در نقش کارن بی. برنیک، همسر جان
- لیز می بریس در نقش النا ریورا
- آیدان اوستروگوویچ در نقش دنی برنیک
- ویلی گارسون در نقش استنلی نوسبام
- پاتریک مالاهید در نقش رئیس زندان پیتر تیلر
- یوجی اوکاموتو در نقش ساتو
- پم گریر در نقش سوزان مندن‌هال

## انتشار

### پخش
حقوق توزیع جهانی فیلم، به‌جز استرالیا و نیوزیلند، ابتدا توسط شرکت فاکس قرن بیستم در بازار فیلم آمریکا در سال ۱۹۹۵ خریداری شد.

## بازخورد

### واکنش منتقدان
المار هافلیداسون از بی‌بی‌سی نوشت: «این فیلم به شدت فاقد انرژی است و صحنه‌های اکشن مختلف آن به دلیل زوایای ضعیف دوربین و تدوین نامناسب از بین می‌روند، اما هرچند فاقد عظمت فیلم قلعه (فیلم ۱۹۹۲) است، جلوه‌های ویژه مناسبی دارد و به نوعی سرگرم‌کننده است».
ناتان شومیت از Cold Fusion Video Reviews نوشت: «این فیلم در بهترین حالت، یک تقلید کم‌رنگ از فیلم اصلی قلعه است. [...] به‌عنوان یک فیلم مستقل، فیلمی قابل قبول با بودجه مناسب برای جلوه‌های ویژه CGI و صحنه‌های فضایی است. اما حیف که به‌جای اثری کاملاً مستقل، به‌عنوان دنباله‌ای بر فیلمی برتر ساخته شده است».